# Dialekty przymorskie
     Dialekty przymorskie

Ugrupowania dialektów języka słoweńskiego
Dialekty przymorskie

Dialekty przymorskie (słoweń. primorska narečna skupina, primorščina) – jedno z siedmiu zwyczajowo wyróżnianych ugrupowań dialektów słoweńskich. Dialekty przymorskie używane są w południowo-zachodnim pasie słoweńskiego terytorium językowego .
Grupa dialektów przymorskich jest zdecydowanie mniej jednolita niż sąsiadująca z nią od północy grupa karyncka. Brak starych i ważnych innowacji oddzielających dialekty przymorskie od reszty dialektów słoweńskich sugeruje, że ich podobieństwo wynika z wtórnego zbliżenia się do siebie.

## Cechy językowe
Dialekty przymorskie wyróżniają się następującymi cechami fonetycznymi:
- zanik intonacji rosnącej, panuje tu jedynie intonacja opadająco-rosnąca, podobnie zresztą jak w dialektach rowtarskich[3],
- zgodna z obszarem karynckim tendencja do zwężania i dyftongizacji, a późnej wtórnej monoftongizacji samogłosek, np. ē (> iẹ, iə, ī), ō (> uọ, uə, ū), np. striẹ́χa, ɣniẹ́zdo, nuộč, kûəst, por. słe. lit. streha, gnezdo, noč, kost[3],
- typowy dla dialektów południowosłoweńskich rozwój jerów, które w zgłoskach długich dają a, zaś w krótkich ə, np. dán, dàš, stazà < psł. *dьnь, *dъždžь, *stьga[3],
- przejście zwartego g w szczelinowe ɣ lub nawet welarne h, znane też wielu dialektom północnosłoweńskim, np. ɣrjḕχ, bọ́ɣat wobec słe. lit. greh, bogat[3].

## Podział
W grupie przymorskiej można wyróżnić następujące dialekty:
- podgrupa wenecka dialektów przymorskich[3]:
  - dialekt briski[4],
  - dialekt nadiski[4],
  - dialekt terski[4],
- dialekt kraski[5],
- dialekt notrański[6],
- dialekt Istrii[7],
- dialekt górnosoczański[8].